# Ángel Ibáñez Lahoz
Ángel Ibáñez Lahoz o La Hoz (Bárboles, 3 de gener de 1939) va ser un ciclista espanyol, que fou professional entre 1961 i 1969. El seu major èxit esportiu l'aconseguí en guanyar una etapa de la Volta a Espanya de 1967.

## Palmarès
- 1965
  - 1r al Trofeu Borràs
- 1966
  - Vencedor d'una etapa a la Volta a Andalusia
- 1967
  - Vencedor d'una etapa de la Volta a Espanya
  - Vencedor d'una etapa de la Bicicleta Eibarresa

### Resultats al Tour de França
- 1967. 48è de la classificació general

### Resultats a la Volta a Espanya
- 1966. Abandona
- 1967. 41è de la classificació general. Vencedor d'una etapa
- 1968. Abandona
- 1969. 50è de la classificació general